# أيمي بروكس
أمايم بروكس (بالإنجليزية:Aimee Brooks) ، من مواليد 19 نوفمبر 1974 ، ممثلة أمريكية ، ولدت في ولاية كاليفورنيا ، بدأت مشاركتها في فيلم الرعب المخلوقات 3 بجانب الممثل ليوناردو دي كابريو.

## أعمالها
- المخلوقات 3
- الرجل المتوحش
- هيلسايد سترانجلر
- كلوسد أف ذا سيسون

## وصلات خارجية
- أيمي بروكس على موقع IMDb (الإنجليزية)
- أيمي بروكس على موقع قاعدة بيانات الفيلم (الإنجليزية)

- http://www.imdb.com/name/nm0111846/